# Бринелль, Юхан Август
Ю́хан А́вгуст Брине́лль (швед. Johan August Brinell) (21 ноября 1849, Брингетофта — 17 июня 1925, Стокгольм) — шведский инженер, металлург, автор работ по металлургии стали и определению твёрдости металлов и сплавов.

## Биография
Юхан Бринелль родился в Брингетофте, к югу от города Несшё, лен Йёнчёпинг 21 июня 1849 года. Его родители были фермерами.
После пяти лет обучения в гимназии в Йёнчёпинге он продолжил образование в технической школе города Бурос, которую окончил в 1871 году.
После работы чертёжником на различных предприятиях в 1875 году Бринелль стал инженером на металлургическом заводе в Лешёфорсе, лен Вермланд, а в 1882 году — главным инженером на заводе в Фагерсте, лен Вестманланд. В 1903—14 годах был главным инженером Шведского союза металлургической промышленности (швед. Jernkontoret) и редактором журнала «Йернконтуретс анналер» (Jernkontorets Annaler).
В 1880 году Бринелль женился на Сельме Юсефине Элисабет Нильсон. У них было пятеро детей.
Бринелль был избран членом Шведской королевской академии наук в 1902 году, и Шведской королевской академии инженерных наук в 1919 году.
Последние годы жил в Несшё, умер 17 ноября 1925 года в Стокгольме.

## Вклад в науку и технику
Сегодня Бринелль более всего известен благодаря разработке статического метода определения твёрдости, который широко применяется в промышленности. По методу Бринелля, предложенному в 1900 году, в материал под определённой нагрузкой (обычно 30 кН) вдавливается твёрдый металлический шарик (обычно диаметром 10 мм). Отношение приложенной нагрузки к площади шаровой поверхности отпечатка даёт число твёрдости по Бринеллю (HB).
Однако наиболее важными остаются новаторские работы Бринелля, касающиеся фазовых превращений в стали. Работая в Фагерсте, Бринелль провел обширные исследования структуры стали в процессе нагревания и охлаждения. Работа «Об изменении структуры сталей при нагревании и охлаждении» (швед. «Om ståls texturförändringar under uppvärmning och avkylning») была опубликована в ежегоднике Jernkonorets Annaler в 1885 году и привлекла к себе большое внимание.
Его исследования о свойствах сталей были представлены на Стокгольмской выставке в 1897 году и Всемирной выставке в Париже в 1900 году.
Обладая очень примитивным оборудованием, полагаясь больше на свои глаза и опыт, Бринелль много лет продолжал свои исследования и достиг результатов, которые «сильно повлияли на мировую промышленность». Его открытия в области управления углеродсодержащими фазами до сих пор формируют основу современных знаний о свойствах стали.
Немногие металлурги сделали так много для прогресса металлургии, как г. Бринелль, и он по праву заслуживает свою международную репутацию — как в высшей степени компетентный исследователь и успешный менеджер металлургической промышленности.(Альберт Совёр (англ. Albert Sauveur), американский металлург, 1863—1939)

## Награды
- 1900 — Гран-при на Всемирной выставке в Париже.
- 1900 — Медаль Полхема от шведской ассоциации студентов-инженеров, за метод определения твердости металлов.
- 1907 — Золотая медаль Бессемера от Института чугуна и стали, Лондон.
- 1907 — Звание почетного доктора в Университете Уппсала.
- 1914 — Золотой наградной жетон Шведского союза металлургической промышленности.
- 1921 — Золотая медаль Ринмана от Шведского союза металлургической промышленности.

## Память
- Именем Бринелля названы ряд улиц и учебных заведений в городах Швеции.
- Также в его честь названы два научных центра Королевского технологического института Швеции[3][4], и, проходящие там, ежегодные семинары Brinelldagarna[5].
- В 1935 году Шведская королевская академия инженерных наук учредила медаль им. Бринелля[6].